# Daylight (Film)
Daylight ist ein US-amerikanischer Katastrophenfilm des Regisseurs Rob Cohen aus dem Jahr 1996 mit Sylvester Stallone in der Hauptrolle. 
Handlungsthema des Films ist der Teileinsturz eines New Yorker Tunnels unter dem Hudson während der Rush Hour. Die zentrale Figur ist Kit Latura, der ehemalige Chef des New Yorker Emergency Medical Services, der in den Tunnel hinabsteigt, um die Verschütteten zu retten.
Obwohl der Film von den Kritikern nur schwach bis durchschnittlich bewertet wurde, erhielt er eine Oscarnominierung für die besten Effekte.

## Handlung
Zu Beginn des Films werden die Hauptpersonen in kurzen Abrissen vorgestellt:
- die frustrierte, erfolglose Autorin Madelyne Thompson, die die Stadt verlassen will
- der besserwisserische, selbstsichere Roy Nord, Direktor einer Sportartikelfirma, der ausschließlich am Erfolg seiner Firma interessiert ist und in seinen eigenen Werbespots auftritt
- ein älteres High-Society-Ehepaar, das eine Spazierfahrt mit seinem Hund machen will
- einige Gefangene, deren Gefangenentransport sich zum Zeitpunkt des Einsturzes im Tunnel befindet
- der in seine Kollegin Grace Calloway verliebte PAPD-Polizist George Tyrell
- sowie die Crightons, ein ständig streitendes Ehepaar mit 14-jähriger Tochter.

Während der abendlichen Rush Hour sind im New Yorker Holland Tunnel, der unter dem Hudson River Manhattan und New Jersey verbindet, hunderte von Autos unterwegs. Jugendliche Juwelendiebe stoßen auf ihrer Flucht mit einem Chemikalien transportierenden LKW-Konvoi zusammen, worauf es zur Katastrophe kommt. Gewaltige Explosionen zerstören Dutzende von Fahrzeugen, töten deren Insassen und drohen die Tunneldecke zum Einsturz zu bringen. Teile des Tunnels werden zerstört und stürzen ein. Zwölf Überlebende sind mehr als 30 Meter unter dem Hudson zwischen Tonnen von Trümmern eingeschlossen und dort Feuer und giftigem Rauch ausgesetzt. 
Taxifahrer Kit Latura wird während einer Fahrt außerhalb des Tunnels zufällig Zeuge der Explosionen. Er leitete bis vor wenigen Jahren die New Yorker Emergency Medical Services, wurde dort jedoch nach einer Fehlentscheidung während eines Einsatzes, die einige Kollegen das Leben kostete, entlassen. Er begibt sich in die Zentrale des Tunnelbetreibers, wo er auf seine ehemaligen Kollegen trifft. Er erfährt, dass durch die Explosionen die Tunnelröhre instabil wurde, weswegen die Bergungsarbeiten nur langsam vorankommen und die Verschütteten zu ersticken drohen. Latura beschließt, über das Belüftungssystem hinab in den Tunnel zu steigen. Da die Ventilatoren nur kurzzeitig angehalten werden können, ist die Rettung der Verschütteten zurück durch das Belüftungssystem allerdings nicht möglich.
Nord versucht indes, über einen anderen Verbindungsschacht aus dem Tunnel zu klettern. Latura, der zeitgleich die Verschütteten erreicht, kriecht zu Nord in den Schacht und warnt davor, dass dieser baufällig und zur Rettung nicht geeignet sei, woraufhin Nord widerspricht. Wenige Augenblicke später kollabiert der Schacht und Nord wird von herabstürzenden Trümmern getötet. Latura und einer der Gefangenen, der Nord begleiten wollte, können nur knapp entkommen. Der Kollaps des Verbindungsschachts löst jedoch eine weitere Explosion aus, die einen der anderen Gefangenen tötet. 
Unterdessen beginnen Teile der Decke einzustürzen und Wasser des Hudson ergießt sich in den Tunnel. Unter den Verschütteten verbreitet sich Panik und Wut, dass Latura nichts unternehme. Dieser schlägt vor, durch eine Sprengung das Leck zu verschließen. Nach anfänglichem Widerstand der Gruppe unternimmt Latura schließlich die Sprengung, die zwar erfolgreich verläuft, aber das Steigen des Wasserpegels nur verlangsamen kann. 
Tyrell, der an einem Ende des Tunnelabschnitts das Vorankommen der Rettungskräfte abwarten soll, wird unter einem Pick-Up verschüttet, als ein Stück der Fahrbahn einbricht. Die Gruppe kann ihn befreien, jedoch ist er durch einen Genickbruch gelähmt. Latura erinnert sich an alte Arbeiterunterkünfte im Tunnel und fragt Tyrell, wo sich diese befänden. Er und die Gruppe begeben sich schließlich in die Unterkünfte, müssen jedoch Tyrell im Tunnel zurücklassen, da der Zugang nur durch Tauchen erreichbar ist. Der Hund des Ehepaars Trilling verschwindet beim Tauchgang.
Während die Gruppe in den Unterkünften auf die Rettungskräfte wartet, steigt der Wasserpegel zügig an und Eleanor Trilling stirbt infolge der Strapazen. Um dem Wasser zu entkommen, stemmt die Gruppe eine Wand auf und erreicht über einen Stollen eine alte, morsche Holztreppe. Nachdem alle die Treppe hinaufgestiegen sind, entdeckt Latura den totgeglaubten Hund unten im Wasser. Er steigt wieder hinab, um den Hund zu retten, während ein herabstürzender Balken die Treppe zerstört. Bei dem Versuch der Gruppe, den nun im Wasser gefangenen Latura zu retten, stürzt Thompson ebenfalls hinab. Latura befiehlt der Gruppe, sich über einen weiteren Stollen ins Freie zu retten.
Er und Thompson tauchen zurück in Richtung Tunnel, der mittlerweile fast komplett überflutet ist. Dort zündet Latura seinen letzten verbliebenen Sprengsatz, um ein Loch in die Tunneldecke zum Flussbett zu sprengen. Durch die Explosion entsteht ein Sog, der beide aus dem Tunnel an die Wasseroberfläche des Hudson spült. Er und Thompson werden von mehreren Booten aus gesehen und schließlich aus dem Wasser gerettet.
Während Latura auf einer Trage abtransportiert wird, sieht er Calloway und übergibt ihr ein Armband, welches Tyrell für sie gekauft und ihm im Tunnel anvertraut hatte. Thompson fragt, ob sie Latura im Krankenwagen begleiten könne. Dieser willigt ein unter der Bedingung, dass sie die Brücke nehmen.

## Sonstiges
- Der Film kostete Schätzungen zufolge 80 Millionen Dollar und spielte weltweit 159 Millionen Dollar ein.[1] Die Gage von Sylvester Stallone betrug 20 Millionen Dollar.
- Der Regisseur Rob Cohen hat einen Kurzauftritt; er spielt einen der Geschäftsleute bei der von Roy Nord geleiteten Besprechung.
- Viggo Mortensen pendelte zwischen den Dreharbeiten von Daylight und Portrait of a Lady.
- Sylvester Stallone trägt im Film deutlich sichtbar eine Armbanduhr der italienischen Marke Officine Panerai. Es handelt sich dabei um das Modell Luminor Logo mit der Referenz 5218/201-A. Die damals noch recht unbekannte Marke Panerai hat seitdem an Bekanntheit gewonnen. Es gibt immer wieder Panerai-Modelle, die den Schriftzug Daylight oder SlyTech – nach Stallones Spitznamen „Sly“− tragen.

## Kritiken
- Bernhard Lichtenberger schrieb am 7. Februar 1997 in den OÖN: „Logik hat in einem Stallone-Streifen wenig zu suchen, weshalb wir deren neuerliches Fehlen im Tunnel-Drama ‚Daylight‘ nicht als schweres Delikt erachten.“ Regisseur Rob Cohen habe sich Katastrophen-Knüller aus den 1970ern wie Flammendes Inferno zum Vorbild genommen, sowohl was die klischeehafte Färbung der Charaktere betreffe als auch die Dehnung des Spannungsbogens.[2]
- Das Lexikon des internationalen Films urteilte: „Der Film variiert lustlos die Stereotypen des Katastrophenfilms. Selbst die Figurenzeichnung wirkt kalkuliert und mechanisch.“[3]

## Auszeichnungen
- 1997: Oscar-Nominierung für „Best Effects, Sound Effects Editing“ für Richard L. Anderson und David A. Whittaker
- 1997: Golden Reel Award der Motion Picture Sound Editors für „Best Sound Editing – Sound Effects & Foley“ für Jeffrey Kaplan (sound effects editor)
- 1997: Nominierungen für die Goldene Himbeere in den Kategorien „Schlechtester Schauspieler“ (Sylvester Stallone) und „Schlechtester Originalsong“ für das Lied Whenever there is Love (Bruce Roberts und Sam Roman)
- Die Deutsche Film- und Medienbewertung FBW in Wiesbaden verlieh dem Film das Prädikat „wertvoll“.[4]